# Alexander Contee Magruder
Alexander Contee Magruder (1779-1853)  fue un político y juez de Maryland. Se desempeñó como miembro del Consejo del Gobernador desde 1812 hasta 1815. Él representó el condado de Anne Arundel en el Senado de Maryland desde 1838 hasta 1841, y sirvió también como Alcalde de Annapolis, Maryland, desde 1840 hasta 1843. Él era entonces un juez de la Corte de Apelaciones de Maryland de 1844 a 1851.